# Ludwig Völckers
Ludwig (Louis) Friedrich Völckers (* 27. Februar 1802 in Wunstorf; † 14. Januar 1849 in Oldenburg (Oldb)) war ein deutscher Verwaltungsjurist und Politiker im Großherzogtum Oldenburg.

## Leben
Ludwig Völckers war der älteste Sohn des Eutiner Arztes und Kreisphysikus für das Fürstentum Lübeck Friedrich Carl Völckers (1770–1866) und dessen Frau Georgine Friederike Henriette, geb. Meyer (1782–1858). Er besuchte die Bürger- und Gelehrtenschule, die heutige Johann-Heinrich-Voß-Schule in Eutin, studierte Rechtswissenschaften in Göttingen und wurde dort 1824 Mitglied des Corps Holsatia Göttingen. Nach Abschluss des Studiums war er zunächst als Advokat in Schwartau tätig und trat dann in den oldenburgischen Staatsdienst ein. Er war Auditor bei den Ämtern Ganderkesee und Abbehausen; als Assessor kam er an die Landgerichte in Neuenburg und Vechta. 1832 wurde er zur Regierung des zu Oldenburg gehörenden Fürstentums Birkenfeld versetzt und 1839 zum Hofrat ernannt. Im selben Jahr wurde er an das Oberappellationsgericht Oldenburg berufen und daneben auch dem großherzoglichen Militärkollegium sowie dem Militärobergericht zugeteilt. In Oldenburg schloss er sich 1841 dem liberalen Literarisch-geselligen Verein an. Im Herbst 1847 wurde er zur Regierung in Eutin versetzt und Leiter der dortigen Justizkanzlei.
Im März 1848 wurde er nach der Märzrevolution für das Amt Eutin in der Wahlmännerversammlung mit 112 von 190 Stimmen zum Abgeordneten der Versammlung der 34, des Vorparlaments im Großherzogtum, gewählt. Die Versammlung der 34 wählte ihn auf der konstituierenden Sitzung am 27. April 1848 zum Parlamentspräsidenten. 1848 bis 1849 war er Abgeordneter und Präsident des konstituierenden Landtags.
Seit 1842 war er verheiratet mit Louise Adolphine Caroline, geb. Kuhberg (ca. 1821–1887), der Tochter des mecklenburgischen Gutsbesitzers Friedrich Kuhberg auf Dersenow und seiner Frau Katharina Hedwig Ida, geb. Bartning. Das Paar hatte eine Tochter und zwei Söhne. Ein Gedenkstein für Ludwig Völckers auf dem Gertrudenfriedhof trägt die Inschrift: 'DER ERSTE OLDENBURGER LANDTAG SEINEM PRAESIDENTEN'.